# Awaken the Dreamers
Albums de All Shall Perish
The Price Of Existence
(2006)
Awaken the Dreamers est le troisième album studio du groupe de Deathcore américain All Shall Perish, sorti le 5 septembre 2008 sous le label Nuclear Blast Records.
Les titres When Life Meant More..., Never... Again, Awaken the Dreamers et Stabbing to Purge Dissimulation sont sur leur page myspace officielle.
Rusty Cooley joue deux solos de guitare sur le titre From So Far Away et Cam Pipes est le second vocaliste sur le titre Black Gold Reign.
Les titres 9 et 10 sont inversés sur la face arrière de la pochette de l'album.

## Ventes de l'album
L'album a atteint la 128e place du classement Billboard 200, en se vendant à environ 5 000 exemplaires la semaine de sa sortie.

## Musiciens
- Hernan Hermida – Chant
- Chris Storey – Guitare
- Ben Orum – Guitare
- Mike Tiner – Basse
- Matt Kuykendall – Batterie

### Musiciens de session
- Rusty Cooley - Guitare sur le titre From So Far Away
- Cam Pipes - Chant sur le titre Black Gold Reign

## Pistes de l'album
Les douze pistes de cet album sont :
1. When Life Meant More... – 3:01
2. Black Gold Reign – 4:37
3. Never... Again – 3:13
4. For the Ones We Left Behind – 1:09
5. Awaken the Dreamers – 4:38
6. Memories of a Glass Sanctuary – 2:45
7. Stabbing to Purge Dissimulation – 2:38
8. Gagged, Bound, Shelved and Forgotten – 3:45
9. Until the End – 2:58
10. From So Far Away – 2:40
11. Misery's Introduction – 1:01
12. Songs for the Damned – 3:38